# Coupe du monde de marathon FINA de nage en eau libre 2010
Navigation
Édition 2009 Édition 2011
L'édition 2010 de la Coupe du monde de marathon de nage en eau libre, se dispute entre les mois de janvier et octobre.
Les étapes réparties sur 3 continents sont au nombre de 8.

## Les étapes
| Date         | Lieu        |
| ------------ | ----------- |
| 31 janvier   | Santos      |
| 6 février    | Viedma      |
| 3 juin       | Setúbal     |
| 25 juillet   | Lac St-Jean |
| 25 septembre | Shantou     |
| 3 octobre    | Hong Kong   |
| 9 octobre    | Cancún      |
| 23 octobre   | Fujaïrah    |

## Classement

### Hommes
| Place | Nom             | Nationalité    | Point |
| ----- | --------------- | -------------- | ----- |
| 1     | Chad Ho         | Afrique du Sud | 122   |
| 2     | Francis Crippen | États-Unis     | 94    |
| 3     | Allan Do Carmo  | Brésil         | 62    |
| 4     | Sergiy Fesenko  | Azerbaïdjan    | 52    |
| 5     | Petar Stoychev  | Bulgarie       | 42    |

### Femmes
| Place | Nom               | Nationalité | Point |
| ----- | ----------------- | ----------- | ----- |
| 1     | Ana Marcela Cunha | Brésil      | 122   |
| 2     | Angela Maurer     | Allemagne   | 110   |
| 3     | Linsy Heister     | Pays-Bas    | 78    |
| 4     | Karla Sitic       | Croatie     | 62    |
| 5     | Olga Beresnyeva   | Ukraine     | 38    |

## Vainqueurs par épreuve
| Étapes           |                  |                    |
| Vainqueur Hommes | Vainqueur Femmes |                    |
| Santos           | Evgeny Drattsev  | Ana Marcela Cunha  |
| Viedma           | Francis Crippen  | Angela Maurer      |
| Setubal          | Thomas Lurz      | Martina Grimaldi   |
| Lac St-Jean      | Charles Peterson | Christine Jennings |
| Shantou          | Alex Meyer       | Eva Fabian         |
| Hong Kong        | Chad Ho          | Eva Fabian         |
| Cancún           | Francis Crippen  | Ana Marcela Cunha  |
| Fujairah         | Thomas Lurz      | Swann Oberson      |